# Boa Vista
Boa Vista este un oraș în Roraima (RR), Brazilia.